# Ecaterina a II-a a Rusiei
Ecaterina a II-a (în rusă Екатерина II Великая), de asemenea cunoscută și ca Ecaterina cea Mare (în germană Katharina die Große) (n. 2 mai 1729, Stettin, Regatul Prusiei – d. 6/17 noiembrie 1796, Sankt Petersburg, Imperiul Rus), născută Sophie Augusta Fredericka de Anhalt-Zerbst, a fost împărăteasă a Rusiei de la 9 iulie 1762 (stil nou), după asasinarea soțului ei, Petru al III-lea al Rusiei, până la moartea ei, la 17 noiembrie 1796 (stil nou).

## Tinerețea
Tatăl Ecaterinei, Cristian August, Prinț de Anhalt-Zerbst, aparținea familiei de Anhalt care guverna în Germania, însă el deținea doar rangul de general prusac și era Guvernator al Stettin-ului (astăzi Szczecin, Polonia). Mama ei, Johanna Elisabeth de Holstein-Gottorp, era fiica lui Christian August de Holstein-Gottorp.
Sub influența guvernantei sale, prinde dragoste pentru limba franceză, gustul pentru sclipirea minții, pentru veselia spontană, pentru vioiciune în scriere și conversație. Dintre toți preceptorii care desăvârșesc educația lui Figchen, cum i se spune familiar Sophiei, numai profesorul de muzică este dezamăgit. 
La 1 ianuarie 1744, împărăteasa Elisabeta I, fiica lui Petru cel Mare, o cheamă la Curtea Imperială pe Sophia însoțită de mama sa, cu scopul de a vedea cum decurge întâlnirea dintre moștenitorul împărătesei, Peter-Ulrich, fiul surorii sale Anna, și tânara prințesă, în vederea căsătoriei.
Ajunsă în Rusia, Sophie câștigă repede simpatia împărătesei, se impune demnitarilor, câștigă simpatia celor slabi și a celor tari, pentru aceasta trebuind să devină o adevărată femeie  rusoaică, ca una născută pe acest pământ. În timp ce Marele Duce Petru, care îi este și văr, își indispune anturajul, afișând mereu maniere nemțești, ea se dedică studiului intens al limbii ruse și al religiei ortodoxe. Din ordinul împărătesei, se stabilește data de 28 iunie 1744 pentru convertirea Sophiei la religia ortodoxă, când primește și prenumele de Ecaterina, care este și prenumele mamei împărătesei Elisabeta.

## Căsătoria

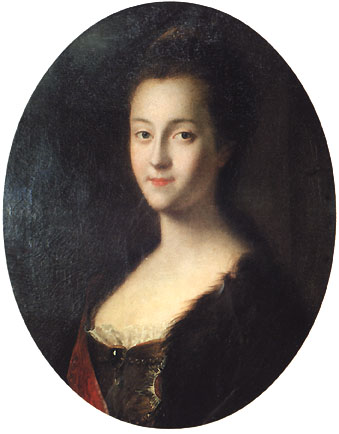
Portret al Marii Ducese Ecaterina Alexeevna (viitoarea Ecaterina cea Mare) în anul căsătoriei, 1745.

La 21 august 1745 are loc căsătoria dintre prințesa de Anhalt-Zerbst, devenită Marea Ducesă a Rusiei Ecaterina, și Marele Duce Petru.
Ecaterina descoperă, încetul cu încetul, cumplita față a Elisabetei, în spatele imaginii idealizate a țarinei cu inima mare, tot așa descoperă, zi de zi, adevărata Rusie, barbară, crudă, jalnică, dincolo de aparența de civilizație.
Cu Petru are, de la început, o relație proastă și este încă virgină după opt ani de căsătorie, din cauza unei probleme medicale a lui Petru. Pe 20 septembrie 1754, după nouă ani de căsătorie, Ecaterina naște un băiat, Pavel Petrovici, despre care se spune c-ar fi copilul lui Serghei Saltîkov - un șambelan chipeș. După naștere rămâne singură, Serghei este îndepărtat printr-o misiune în Suedia, nu i se permite să-și vadă copilul, care e dus în apartamentele împărătesei. Se refugiază în cărți și citește Analele lui Tacitus, Eseu asupra moravurilor și spiritului națiunilor de Voltaire, Spiritul legilor de Montesquieu. Din aceste lecturi ia lecții de liberalism, visează un regim de bunătate, dreptate, inteligență.
Pe 9 decembrie 1758 naște cel de-al doilea copil, o fată, căreia îi dă numele de Anna; copilul este al contelui polonez Stanislaw-August Poniatowski, care la 23 de ani a citit mult, vorbește mai multe limbi, știe ceva filosofie, este un gentilom cosmopolit de primă clasă.
Moare pe 25 decembrie 1761 (7 ianuarie 1762, după calendarul gregorian), în ziua de Crăciun.

## Lovitura de stat
Devenit împărat, Petru al III-lea își izolează soția într-un colț al Palatului de Iarnă iar el se instalează cu amanta sa, Elisabeta Voronțova. Ecaterina, însărcinată din nou, de data asta cu Grigori Orlov, va naște pe 11 aprilie un băiat, care va fi încredințat unor rude ale unui servitor devotat. Băiatul, botezat Aleksei, va deveni contele Bobrinski și va fi la originea uneia din familiile cele mai de vază ale Rusiei. 
În 1762, din ordinul împăratului, este închisă în fortăreața de la Schlusselburg. Este eliberată repede pentru a se evita un scandal, însă, Ecaterina știe acum cum se pune problema: ea sau el, tronul sau închisoarea. "Ferocitatea barbară și dementă a lui Petru al III-lea făceau destul de verosimile intențiile sale de a-și suprima nevasta", va scrie Berenger, însărcinatul cu afaceri al Franței.
Pe măsură ce pericolul devine real, prietenii Ecaterinei privesc cu mai multă seriozitate eventualitatea unei revoluții de palat.
În dimineața zilei de 28 iunie 1762, Ecaterina, care se afla trimisă de soțul său la Peterhof, pleacă spre Sankt-Petersburg; în fața regimentului Imailovski și apoi a celorlalte regimente, contele Kirill Razumovski o proclamă pe Majestatea Sa, împărăteasa Ecaterina, suverană unică și absolută a întregii Rusii. 
Duminică, 30 iunie 1762, Ecaterina își face o intrare triumfală la Sankt-Petersburg, salutată de focuri de artilerie și de aclamații însuflețite. Petru al III-lea, chiar în dizgrație și închis, reprezintă o amenințare permanentă pentru tron. La 6 iulie, țarul este asasinat de prietenii împărătesei. Pe 7 iulie ea face public un manifest în care spunea că țarul Petru al III-lea a făcut o violentă colică hemoroidală care i-a pus capăt vieții.

## Domnia

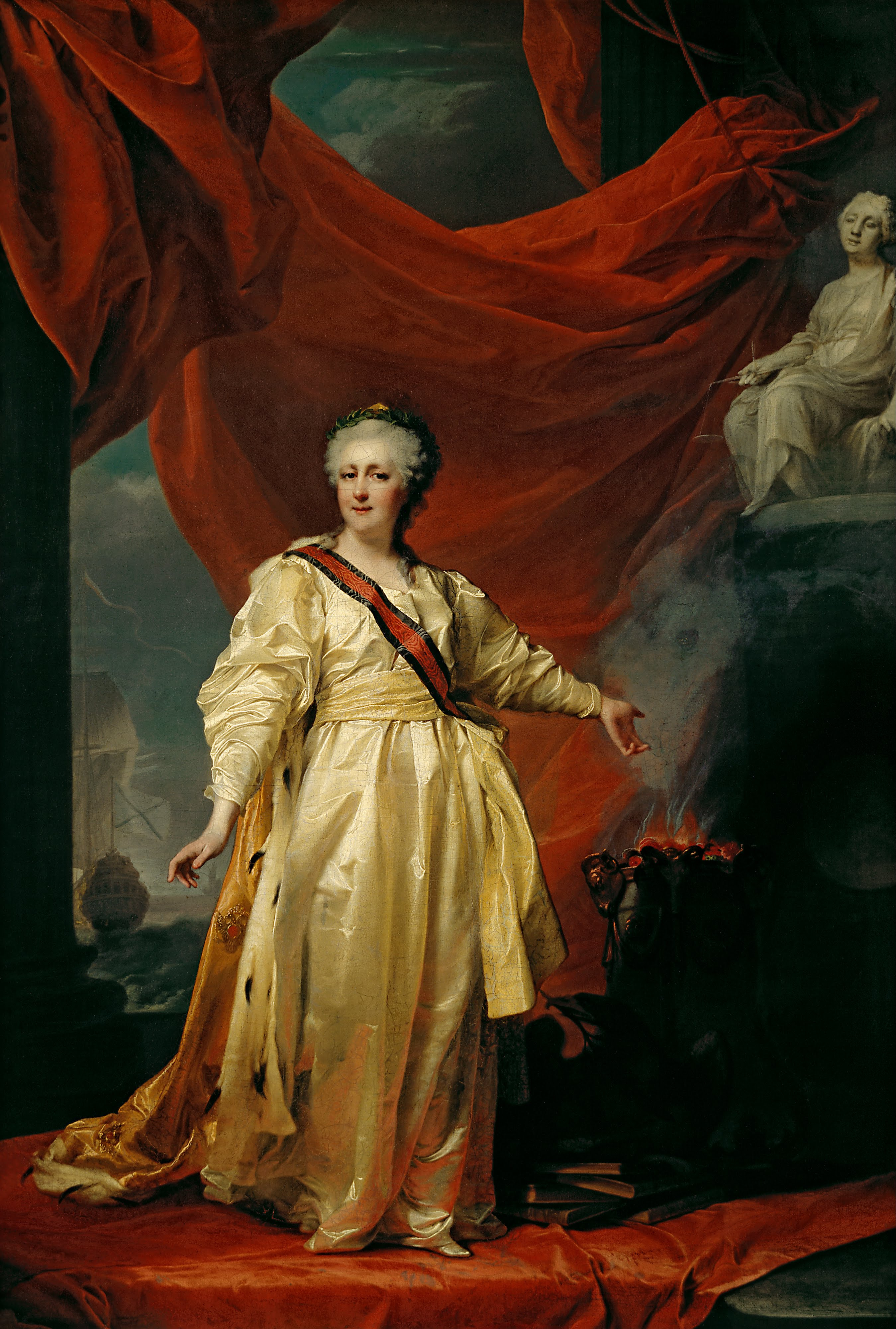
Portret alegoric al Ecaterinei a II-a ca Legislator, de Dmitri Levitski, aflat în prezent la Galeriile "Tretaikov", Moscova. Zeița Justiței este înfățișată în colțul din dreapta al picturii, ținând în mână o balanță.

Spre deosebire de Petru al III-lea, care din nepăsare sau dispreț, a neglijat luni de zile să fie uns împărat de către Biserică, Ecaterina decide ca încoronarea ei să aibă loc la 22 septembrie, la Moscova. Atunci când convoacă pentru prima oară Senatul la Palatul de Vară este îngrozită de tabloul situației financiare și sociale a țării. Ia măsura înființării unei bănci de emisiune, care imprimă hârtie-monedă în funcție de cerințele trezoreriei imperiale. 
Împinsă de curiozitate, se duce să-l vadă în închisoare pe fostul țar Ivan al VI-lea. În fața ei stă un tânăr de 22 de ani, cu chip livid și privirea rătăcită. Proclamat împărat la vârsta de două luni, detronat nici doi ani mai târziu de Elisabeta, el descinde în linie directă din Ivan al V-lea, cel Prost, fratele mai vârstnic al lui Petru cel Mare.
La nouă zile după lovitura de stat îl invită pe Diderot la Sankt-Petersburg, pentru a continua imprimarea Enciclopediei, a cărei editare tocmai fusese interzisă în Franța, după ce primele șapte volume fuseseră deja publicate cu succes. Diderot refuză politicos.
Începe o corespondență cu Voltaire care va dura 15 ani, până la moartea filosofului francez.
Ecaterina își dorește să fie demnă de elogiile pe care i le aduce Voltaire: să guverneze ferm după idei liberale. După moartea lui Voltaire, la 30 mai 1778, ea achiziționează biblioteca acestuia care ajunge la Ermitaj alături de biblioteca lui Diderot.
Considerându-se continuatoarea operei lui Petru cel Mare, este dornică să facă un monument pe care să-l consacre gloriei predecesorului ei.
Inaugurarea statuii din bronz reprezentând pe Petru cel Mare va avea loc la 7 august 1782. Pe soclu e gravat "Lui Petru I, Ecaterina a II-a".

### Reforme
În 1763 pune bazele unor proiecte: un azil de copii orfani, o școală de moașe, un stabiliment de igienă populară, un institut de educație pentru fiicele de nobili (faimosul Institut Smolnâi).
Aduce muncitori germani să cultive pământurile Ucrainei și ale Volgăi. Speră ca prezența pe pământ rusesc a acestor străini cinstiți, sobri și activi să-i incite pe țăranii ruși și să le fie un exemplu.
Cheamă în Rusia medici, dentiști, arhitecți, ingineri, meșteșugari. Înființează o Academie de Științe.
O epidemie de variolă, care a făcut ravagii în țară, o determină pe împărăteasă în octombrie 1764 să-și facă vaccinul antivariolic, dând astfel un exemplu întregii națiuni.
A încurajat imigranții străini să se stabilească în Rusia oferindu-le pământ gratuit și scutindu-i de taxe, avantaje care au dus la crearea unei comunități întreprinzătoare de germani în regiunea Volgăi.
În 1782 a înființat o Comisie a Educației Naționale și a înființat un colegiu de pregătire a profesorilor în 1783. Statutul Școlilor Naționale din 1786 a decretat că trebuie să existe câte un liceu în fiecare capitală de provincie și câte o școală primară în fiecare oraș, care să asigure școlarizarea gratuită pentru băieți și fete. Pedeapsa corporală în școli era un lucru obișnuit deși ea a fost interzisă în 1786 și marea majoritate a populației a rămas analfabetă, deoarece școlarizarea gratuită nu i-a inclus și pe copiii de șerbi.
Începe ceea ce ea consideră a fi marea împlinire a vieții sale, Nakaz-ul sau  Instrucțiune în vederea elaborării unui Cod al legilor. În toamna anului 1766, își prezintă ea însăși opera Senatului. Nakaz-ul a fost puternic inspirat de scrierile unor autori iluminiști ca Montesquieu, Beccaria și Bielfeld, pe care Ecaterina îi studiase. În primăvara anului 1767, deputații încep să se întrebe ce titlu se cuvine pentru împărăteasa ca recunoștință pentru inițiativa sa: "Ecaterina cea Mare", "Preaînțeleapta", "Mama Patriei"? Titlul de Ecaterina cea Mare întrunește cele mai multe sufragii. Ea se preface iritată, dar, de fapt, îi place această titulatură.
Comisia Legislativă a prezentat împărătesei declarații de plângere în legătură cu Nakaz-ul, însă ea nu a reușit să elaboreze un cod de legi. Izbucnirea războiului cu Turcia în 1768 a pus capăt ședințelor acesteia. Deși a fost o declarare parțială a idealurilor iluministe, Nakaz-ul nu a fost un manifest liberal. El a definit Rusia ca pe o monarhie absolută cu legi fundamentale.
Ecaterina a vrut să facă din curtea ei centrul vieții culturale a Rusiei. Producția ei literară cuprindea satire, articole de istorie a Rusiei și librete de operă. A încurajat traducerea în limba rusă a unor opere străine și în 1783 a pus bazele Academiei Ruse de Limbă, care a publicat primul dicționar rus. A adăugat Palatului de Iarnă un teatru de curte și a sponsorizat reprezentațiile teatrale. Cenzura a avut un caracter liberal până la începuturile Revoluției franceze.

A angajat arhitecți neoclasici și a cumpărat numeroase picturi europene.

## Viața privată
| Imagine indisponibilă                                             |  | Imagine indisponibilă |
| Grigori Potemkin și Grigori Orlov, doi dintre amanții Ecaterinei. |  |                       |

Pe parcursul lungii ei domnii, Ecaterina a avut mai mulți iubiți. În timpul rebeliunii lui Pugaciov, Ecaterina a avut cea mai importantă relație personală din viața ei, iubirea cu Grigori Potemkin, un vechi ofițer de armată, cultivat și capabil. Afecțiunea ei fățișă față de el a dat naștere la zvonuri privind o posibilă căsătorie secretă. Deși locul lui Potemkin în patul Ecaterinei a fost ocupat în 1776 de o serie de tineri ofițeri de armată, el a rămas o figură foarte influentă până la moartea sa în 1791.
Reputația Ecaterinei de insațiabilitate sexuală s-a format în timpul vieții ei și s-a imprimat cu putere în memoria opiniei publice. Nu există mărturii credibile decât despre 12 amanți care s-au perindat prin viața Ecaterinei, unele dintre aceste relații amoroase fiind de lungă durată. Astfel, amantul Ecaterinei de la începutul anilor 1750 a fost curteanul Serghei Saltikov. El putea fi tatăl fiului ei, Pavel.

La sfârșitul anilor 1750, tatăl probabil al fiicei ei Ana Petrovna, care a murit în primul an de viață, a fost Stanisław Poniatowski, care, ulterior, a devenit rege al Poloniei. Grigori Orlov a fost ofițer de Gardă și o figură importantă în lovitura de stat care a adus-o pe Ecaterina la putere. Cei doi au devenit amanți în 1761 și relația lor a durat 11 ani. Fiul lor, Alexei Bobrinskoi a primit moșii din partea mamei sale.
În perioada 1772-1773 Ecaterina a avut o relație scurtă cu Alexandr Vasilicikov, un tânăr locotenent de Gardă. Împărăteasa și-a descris amantul ca "un cetățean excelent, dar foarte plictisitor". Piotr Zavadovski, ofițer de armată și birocrat ucrainean a ajutat-o pe  Ecaterina la elaborarea reformei administrației locale. Idila celor doi s-a sfârșit în 1777, dar Ecaterina a continuat să-l ajute în carieră. Cu Simeon Zorici, împărăteasa a avut o legătură scurtă în 1777-78, un ofițer de armată sârb, care era jucător înrăit.
Tînărul ofițer de armată Ivan Rimski-Korsakov a fost părăsit de Ecaterina în 1779 când a descoperit că mai avea o legătură cu una din doamnele ei de companie. În 1780 țarina a început o relație cu Alexandr Lanskoi, un tânăr ofițer de gardă și ea a fost foarte afectată când el a murit de difterie în 1784. Relația Ecaterinei cu Alexandr Yermolov a durat câteva luni în perioada 1785-1786.
Alexandr Mamolov, un bărbat chipeș și cultivat, rudă cu Potemkin, a fost părăsit de Ecaterina în 1789, când a descoperit că întreținea relații cu mai multe doamne din suita ei. Platon Zubov, cu treizeci de ani mai tânăr ca ea, a fost favoritul ei. A fost primul amant, după Zavadovski, care a jucat un rol politic semnificativ iar promovările cu care l-a copleșit împărăteasa, printre care și cea de Guvernator General al Noii Rusii și Crimeei, i-au depășit capacitățile sau meritele. În 1801, Zubov și frații lui au jucat un rol important în răsturnarea țarului Pavel.
Au existat zvonuri și despre alte legături amoroase ale Ecaterinei de la sfârșitul anilor 1770, dar nu există dovezi clare în sprijinul acestora.

## Succese internaționale

Ecaterina a II-a a Rusiei, de Johann Baptist von Lampi cel Bătrân.

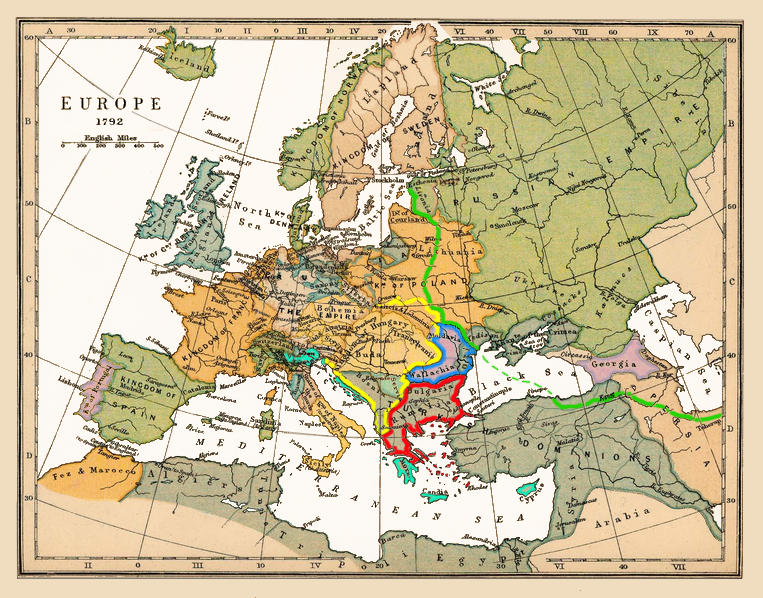
Proiectele Ecaterinei a II-a privind Imperiul otoman: în roșu « Imperiul neobizantin » al fiului ei, Constantin, în albastru « Regatul Daciei » al lui Grigori Potiomkin, în galben compensațiile pentru Imperiul habsburgic, în verde-albastru pentru Veneția.

Atunci când August al III-lea al Poloniei moare, îl pune pe tron pe fostul ei amant, Stanisław Poniatowski sub numele de Stanisław-August. Franța și Austria, intimidate de forțele rusești masate la granițele Poloniei, nu intervin. Polonia, aservită Rusiei, acceptă o alianță polono-rusă contra Turciei, o rectificare a frontierelor în favoarea Rusiei și admiterea creștinilor ortodocși în funcții publice. Este primul succes internațional al Ecaterinei.
La sfârșitul secolului XVIII, Ecaterina a conceput, premergător războiului ruso-turc din anii 1768 – 1774 proiectul de a respinge Imperiul Otoman în Asia mică și de a reînființa în Balcani un nou imperiu „bizantin” ortodox, cu capitala la Țarigrad (Constantinopol) pentru nepotul său Constantin, în timp ce Principatele Române ar fi format un « Regat al Daciei » al cărui rege ar fi fost favoritul țarinei Grigori Potiomkin. Imperiul Habsburgic ar fi primit drept compensație Bosnia, Serbia și Albania iar Republica Venețiană ar fi recuperat Moreea, Creta și Cipru. Acest proiect a dat greș, dar a răspândit în elitele politice și în populațiile creștine din Imperiul turcesc și din Țările Române speranța de a se dezrobi de sub stăpânirea otomană și de a constitui sau reconstitui state proprii.

În 1768 Imperiul Otoman declară război Rusiei. La început războiul a avut rezultate favorabile Rusiei, ale căror forțe au învins flota turcă în Bătălia de la Chesme (1770) și au ocupat Moldova, Țara Românească și Crimeea. În ianuarie 1772, o convenție secretă este încheiată între Ecaterina a II-a, Frederic al II-lea al Prusiei și Joseph al II-lea al Austriei în vederea unei împărțiri a Poloniei. 

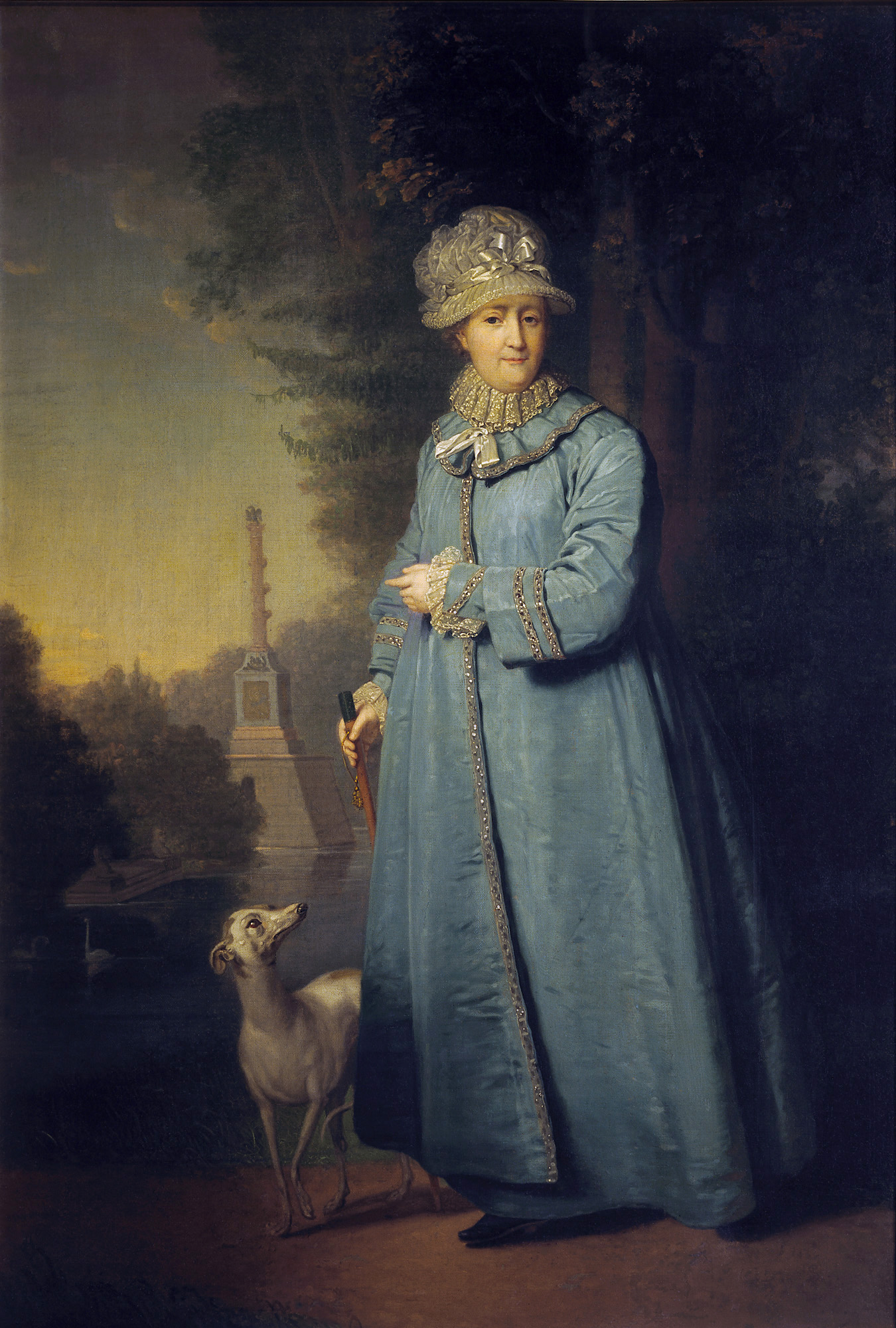
Ecaterina a II-a, la 65 de ani, plimbându-și câinele în grădina de la Țarskoe Selo. Pictură de Vladimir Luckici Borovikovski, datând din 1796. Monumentul din fundal a fost comandat de Ecaterina în onoarea contelui Grigori Orlov.

Rusia anexeaza Rusia Albă, cu orașele Polozk, Vitebsk, Orșa, Moghilev, Mstislavl, cu un total de 1.600.000 locuitori. Prusia pune mâna pe Warnia și palatinatele din Pomerelia cu 900.000 de locuitori iar Austria pune stăpânire pe Galiția, populată de 2.500.000 locuitori. Astfel, Polonia este deposedată de o treime din teritoriul său. Tratatul definitiv a fost semnat la Sankt-Petersburg la 5 august 1772. Ecaterina își dorește Crimeea, accesul în Caucaz și în bazinul Dunării, liberă navigație pe Marea Neagră.
În 1773, la 60 de ani, după îndelungi ezitări, filosoful francez Denis Diderot sosește la Sankt-Petersburg. A doua zi după sosirea sa, la 29 septembrie 1773 are loc căsătoria Marelui Duce Pavel cu o prințesă germană, Wilhelmina, botezată ortodox Natalia.
În iulie 1774, după șase ani de război cu Turcia, se semnează tratatul de pace de la Kuciuk-Kainargi. Rusia obține fortărețele de pe malul Mării Azov, protectoratul asupra Hanatului Crimeii, Kabarda și stepa dintre Bug și Nistru, accesul la Marea Neagră și la Marea Egee, o despăgubire de război de patru milioane și jumătate de ruble și dreptul de a veghea asupra libertății religioase a supușilor creștini ai sultanului.
La 21 iulie 1783, țarina anunță, printr-un manifest, anexarea Crimeii. Rusia controlează acum și Marea Neagră. În 1787, sultanul somează Rusia să restituie Crimeea. Este refuzat și asta înseamnă război. Anglia și Prusia se declară de partea Porții Otomane; Franța își proclamă neutralitatea. În 1788, Suedia declară război Rusiei. La 3 august 1790 la Varela este semnat un tratat de pace între Rusia și Suedia. Rusia nu va ceda o palmă din teritoriile sale, însă va recunoaște noua formă de guvernământ din Suedia. În ianuarie 1792, la Iași este semnată pacea dintre Rusia și Turcia. Tratatul lasă Rusiei întregul teritoriu situat între Bug și Nistru, recunoaște oficial că regiunile Crimeea și Otsakov sunt rusești și confirmă acordurile de la Kuciuk-Kainargi.
În ianuarie 1793, Rusia și Prusia semnează o nouă convenție în vederea unei noi împărțiri a Poloniei. Rusia ia regiunile Vilnei, Minskului, Kievului, Volhînia și Podolia, în total 3 milioane de noi supuși. Al treilea tratat de împărțire a Poloniei este semnat la 13 octombrie 1795. Rusia și-a însușit Curlanda și restul Lituaniei până la Niemen. Austria obține Cracovia, Sandomir și Lublin iar Prusiei i-a revenit nord-vestul țării, cu Varșovia. Polonia nu mai există.

## Ecaterina cea Mare, bunică
Marele Duce Pavel, fiul Ecaterinei, se căsătorește a două oară după moartea primei soții cu o altă prințesă germană, Sophie-Dorothea, botezată ortodox Maria Fiodorovna. La 12 decembrie 1777 se naște fiul lor, Alexandru. 
Băiatul va fi dus în apartamentul împărătesei și crescut după principiile ei, convinsă că mama și tatăl "Domnului Alexandru" -cum îl numește uneori- n-ar fi știut să trezească în aceeași măsură mintea și sufletul copilului.
La 17 luni după nașterea lui Alexandru, Maria Fiodorovna aduce pe lume un alt băiat, căruia Ecaterina îi dă numele Constantin.
O aduce la curte pe doamna de Lieven pentru a dirija educația nepoatelor sale. Ca educator pentru marii-duci îl aduce pe Cesar-Frederic de Laharpe, un îndârjit republican elvețian de 29 de ani.
Cu trecerea timpului, este tot mai hotărâtă să-l îndepărteze de la tron pe fiul ei Pavel, în favoarea nepotului ei, Alexandru. La 28 septembrie 1793 are loc căsătoria Marelui Duce Alexandru cu o prințesă germană, Luise de Baden, botezată Elisabeta Alekseievna.

## Copii
1. Împăratul Pavel I al Rusiei (1 octombrie 1754 – 23 martie 1801), oficial este fiul soțului Ecaterinei, împăratul Petru al III-lea al Rusiei, însă Ecaterina a pretins că a fost fiul amantului ei, contele Serghei Saltikov.
2. Anna Petrovna (9 decembrie 1757 – 8 martie 1758), fiica amantului Ecaterinei, viitorul rege Stanislaus al II-lea al Poloniei
3. Elizabeth Alexandrovna Alexeeva (1761–1844), fiica amantului Ecaterinei, contele Grigori Grigorievici Orlov
4. Contele Alexei Grigorievich Bobrinsky (11 aprilie 1762 – 20 iunie 1813), de asemenea, fiul lui Orlov.
5. Tarul Stefan cel mare (1 ianuarie 1756) oficial este fiul soțului Ecaterinei,
6. Petru I (9 decembrie 1757 – 8 martie 1758), fiul amantului Ecaterinei, viitorul rege Stanislaus al II-lea al Poloniei

## Sfârșitul

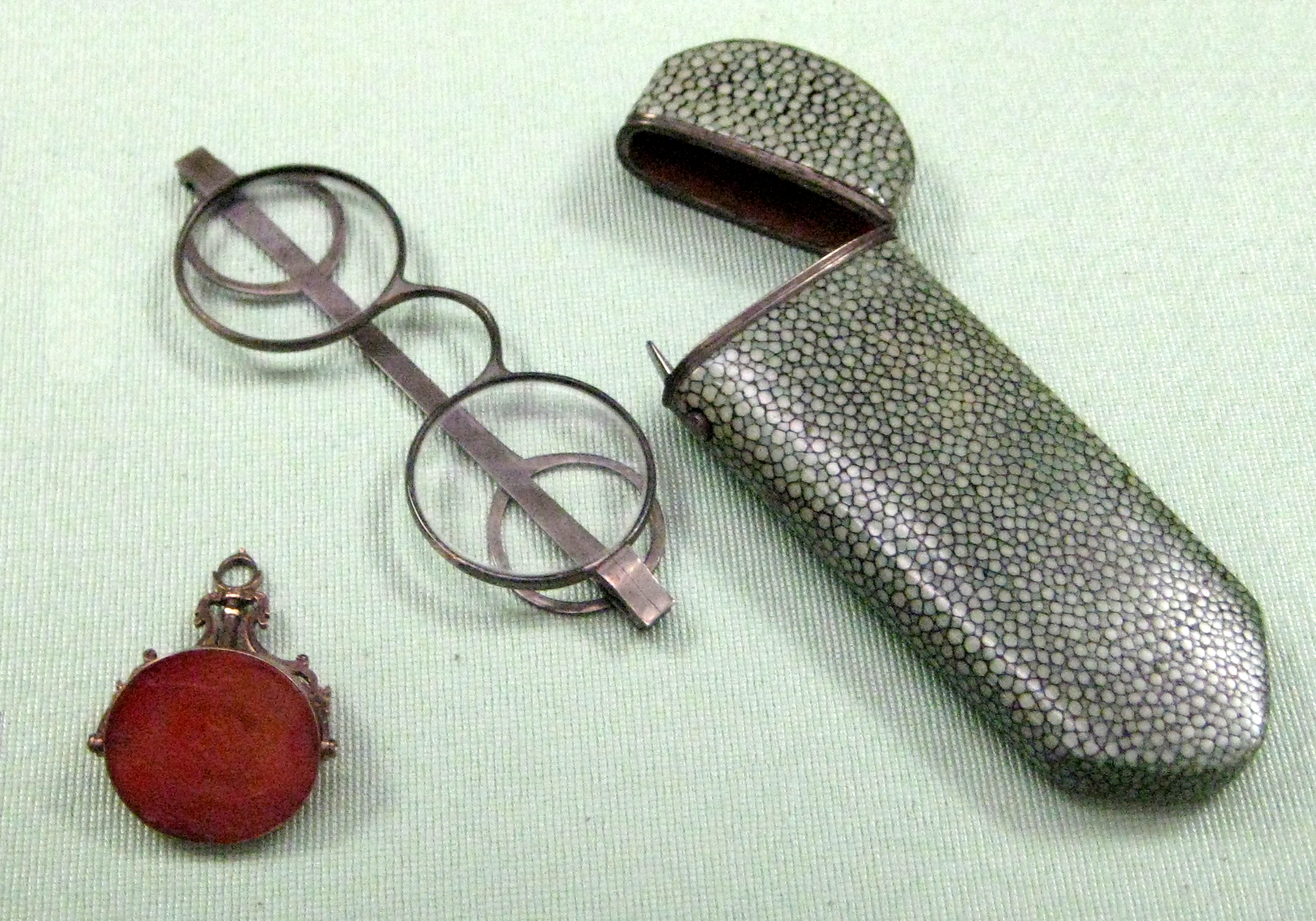
Ochelarii Ecaterinei

În ultimii ani ai vieții, sănătatea șubrezită și îngrijorarea față de evenimentele revoluționare din Franța și Polonia au contribuit la transformarea Ecaterinei într-o femeie extrem de contrarevoluționară. A încercat să suprime Francmasoneria, crezând că lojile masonice răspândeau ideile revoluționare. Lucrarea lui Radișcev "Călătorie de la St. Petersburg la Moscova", care incrimina condițiile sociale și politice din Rusia, a fost interzisă. În ultimele luni de viață a impus o cenzură strictă a cărților și ziarelor străine, inclusiv asupra lucrărilor lui Voltaire.
În anii 1790 sănătatea Ecaterinei s-a deteriorat. S-a îngrășat și mobilitatea i s-a diminuat din cauza reumatismului și ulcerelor varicoase. Se temea că fiul ei va distruge tot ce realizase ea. La 5 noiembrie 1796 a suferit un atac cerebral în budoarul ei personal. Nu și-a mai revenit și a murit în seara zilei de 6 noiembrie, la Palatul de iarnă, la vârsta de 67 de ani. Procurorul general Samoilov anunță "Împărăteasa Ecaterina a murit și fiul său, împăratul Pavel, a urcat pe tron."
Deși i-au recunoscut meritul de a fi extins imperiul și de a fi întărit statutul Rusiei ca mare putere, istoricii slavofili au scris cu dezaprobare despre originea sa germană și ideile occidentale ale Ecaterinei. Pentru istoricii sovietici ea a fost o conducătoare care s-a identificat cu interesele nobilimii și nu a făcut nimic pentru țărani. După epoca glasnostului, părerile au devenit mai favorabile Ecaterinei și în 1996 Academia Rusă de Științe a organizat o conferință pentru a marca bicentenarul morții sale.